# 뷰노
주식회사 뷰노(Vuno Inc.)는 대한민국의 인공 지능 의학 솔루션 개발 기업이다. AI 기반 심정지 예측 의료기기인 '뷰노메드 딥카스를 개발하였다 2021년 2월 26일에 코스닥에 상장되었다.

## 연혁
2014년 ㈜뷰노코리아로 설립하였다
2017년 4월 28일 사명을 현재의 뷰노로 변경하였다. 2016년 인공지능 의료기기인 ‘뷰노메드 본에이지(VUNO Med-BoneAge)에 대해 식품의약품안전처 허가를 받았고 2023년 미국 FDA로부터 퇴행성뇌질환 보조진단 솔루션 '뷰노메드 딥브레인'에 대한 인증을 획득하였다

## 계열사
- 미국 VUNO MED Inc.(지분율 100%)

## 참고문헌
1. ↑  의료 AI 맞수 루닛·뷰노 적자 지속, 해외 시장에서 돌파구 찾는다, 비즈니스 포스트, 2023년 12월 10일
2. ↑  김태현, 뷰노, 3분기 누적 매출 83억원…작년 연간 매출 초과 달성, 히트 뉴스, 2023년 11월 14일
3. ↑  한국IR협의회 2022.09.29 기업분석보고서 뷰노[깨진 링크(과거 내용 찾기)]
4. ↑  장봄이, 의료AI 솔루션기업 ‘뷰노’ 이예하 대표, 코메디닷컴, 2022.12.21
5. ↑  루닛·뷰노·코어라인 등 '해외 시장' 정조준, 데일리메디, 2023.12.15